# シロムネオオハシ
シロムネオオハシ （白胸大嘴、学名：Ramphastos tucanus）は、キツツキ目オオハシ科に分類される鳥類の一種。

## 分布
南アメリカ